# 中村勇太
中村 勇太（なかむら ゆうた、1982年6月23日 - ）は、日本の男性総合格闘家。福岡県出身。福岡県立博多青松高等学校卒業。和術慧舟會TEAM T-REX所属 / T-REX JIUJITSU ACADEMY代表。ブラジリアン柔術黒帯。現GLADIATORミドル級王者。

## 来歴
2008年4月5日、CAGE FORCE 06でCAGE FORCEに初出場し、森川修次と引き分けた。
2010年1月31日、キックボクシング初挑戦となったWILD KICKBOXING 〜縁〜でヤン・カシューバと対戦し、TKO負け。
2011年10月2日、パンクラスで近藤有己と80kg契約で対戦し、0-3の判定負けを喫した。
2014年3月30日、GLADIATORミドル級チャンピオン決定戦で吉岡直樹と対戦し、チョークスリーパーで一本勝ちを収め王座獲得に成功した。

## 戦績

### 総合格闘技
| 総合格闘技 戦績 | 総合格闘技 戦績 | 総合格闘技 戦績 | 総合格闘技 戦績 | 総合格闘技 戦績 | 総合格闘技 戦績 | 総合格闘技 戦績 |
| --------------- | --------------- | --------------- | --------------- | --------------- | --------------- | --------------- |
| 42 試合         | (T)KO           | 一本            | 判定            | その他          | 引き分け        | 無効試合        |
| 14 勝           | 8               | 2               | 2               | 0               | 3               | 2               |
| 23 敗           | 7               | 2               | 6               | 0               | 3               | 2               |

| 勝敗 | 対戦相手         | 試合結果                             | 大会名 | 開催年月日     |
| －   | 赤沢幸典         | ノーコンテスト（赤沢の体重超過）     | PANCRASE札幌大会 | 2017年10月22日 |
| ×    | 手塚裕之         | 3R 1:36 TKO（グラウンドパンチ）      | PANCRASE 286 | 2017年4月23日  |
| ○    | 内林幹透         | 1R 3:28 TKO（グラウンドパンチ）      | GLADIATOR 002 in OSAKA | 2016年11月23日 |
| ×    | 阿部大治         | 1R 2:08 KO（右ストレート）           | PANCRASE 280 | 2016年9月11日  |
| ×    | レッツ豪太       | 5分2R終了 判定1-2                    | GLADIATOR 001 in WAKAYAMA 【グラジエーターウェルター級王者決定戦】                                                             | 2016年6月19日  |
| ×    | 三浦広光         | 2R 0:39 KO（スタンドパンチ）         | PANCRASE 274 | 2015年12月20日 |
| ×    | 尾崎広樹         | 5分2R終了 判定0-3                    | ROAD FC 24 IN JAPAN | 2015年7月25日  |
| ○    | 吉岡直樹         | チョークスリーパー                   | GLADIATOR68「武士道」 【GLADIATORミドル級チャンピオン決定戦】                                                                  | 2014年3月30日  |
| ×    | 加藤久輝         | 1R 2:14 TKO（パウンド）              | HEAT28 | 2013年9月29日  |
| ×    | 村山暁洋         | 5分2R終了 判定0-3                    | PANCRASE 245 | 2013年2月3日   |
| ×    | 近藤有己         | 5分2R終了 判定0-3                    | パンクラス PANCRASE 2011 IMPRESSIVE TOUR                                                                                       | 2011年10月2日  |
| ×    | キム・ドンヒョン | 2R 2:15 TKO                          | GLADIATOR18 | 2011年5月22日  |
| ×    | 一慶             | 2R 4:13 KO                           | パンクラス PANCRASE 2011 IMPRESSIVE TOUR                                                                                       | 2011年3月13日  |
| ×    | 佐藤豪則         | 2R 0:34 アームロック                 | パンクラス PANCRASE 2010 PASSION TOUR                                                                                          | 2010年10月3日  |
| ○    | パク・ジョンギョ | 1R 2:01 KO（パンチ）                 | GLADIATOR9 | 2010年8月21日  |
| ○    | 窪田幸生         | 1R 2:08 TKO（パウンド）              | パンクラス PANCRASE 2010 PASSION TOUR                                                                                          | 2010年7月4日   |
| △    | 堂垣善史         | 5分2R終了 判定0-1                    | パンクラス PANCRASE 2010 PASSION TOUR                                                                                          | 2010年3月22日  |
| ×    | 枝折優士         | 1R 3:24 TKO（パウンド）              | パンクラス PANCRASE 2009 CHANGING TOUR                                                                                         | 2009年11月8日  |
| ○    | 阿部光弘         | 1R 2:15 TKO（パウンド）              | POWER GATE: NEXT GENERATION | 2009年9月23日  |
| ○    | 坂下裕介         | 1R 0:17 TKO（左ストレート→パウンド） | CAGE FORCE | 2009年6月27日  |
| ×    | Caveman          | 5分2R終了 判定0-2                    | TENKAICHI fight | 2009年3月15日  |
| △    | 森川修次         | 3分3R終了 判定1-0                    | CAGE FORCE 06 | 2008年4月5日   |
| ×    | 鶴巻伸洋         | 1R 1:56 アキレス腱固め               | DEMOLITION WEST in 山口 | 2007年11月25日 |
| ×    | ストラッサー起一 | 1R 3:27 TKO（パウンド）              | パンクラス PANCRASE 2007 RISING TOUR                                                                                           | 2007年9月30日  |
| －   | 乙名将吾         | 2R ノーコンテスト（アクシデント）    | Kushima's Fight 14 | 2007年4月1日   |
| ×    | 枝折優士         | 1R 1:47 TKO（パウンド）              | CAGE FORCE EX -western bound-                                                                                                  | 2007年2月17日  |
| ○    | 小川剛           | 3R KO                                | Kushima's Fight 13 | 2006年10月1日  |
| ○    | 廻淳乃介         | 1R 2:33 TKO（マウントパンチ）        | Kushima's Fight 12 | 2006年3月17日  |
| ×    | 瓜田幸造         | 5分2R終了 判定0-3                    | 掣圏真陰流「初代タイガーマスク・リアルジャパンプロレス レジェンド・チャンピオンシップ」 【第5回掣圏真陰流トーナメント 決勝】   | 2005年12月16日 |
| ○    | 滝沢充           | 5分2R終了 判定2-1                    | 掣圏真陰流「初代タイガーマスク・リアルジャパンプロレス レジェンド・チャンピオンシップ」 【第6回掣圏真陰流トーナメント 準決勝】 | 2005年12月16日 |
| ○    | 加藤誠           | 1R 2:49 TKO（マウントパンチ）        | 掣圏真陰流「初代タイガーマスク・リアルジャパンプロレス レジェンド・チャンピオンシップ」 【第7回掣圏真陰流トーナメント 1回戦】  | 2005年12月16日 |
| ×    | 福田力           | 1R 0:57 KO（アッパー）               | パンクラス PANCRASE 2005 SPIRAL TOUR                                                                                           | 2005年11月4日  |
| ×    | 桜木裕司         | 5分2R終了 判定0-3                    | パンクラス Z | 2005年9月3日   |
| △    | 瓜田幸造         | 5分2R終了 ドロー                     | 格闘浪漫 2005 IN 杜の都・仙台                                                                                                  | 2005年7月18日  |
| ○    | 竹島和孝         | 2R 2:44 TKO（パンチ）                | club DEEP 6th in 福岡パヴェリアホール 〜Team-ROKEN 鬼木祭り〜                                                                  | 2004年3月20日  |
| ○    | 荒川英幸         | 5分2R終了 判定2-0                    | Kushima's Fight 6 | 2003年10月18日 |

### グラップリング
| 勝敗 | 対戦相手 | 試合結果            | 大会名                               | 開催年月日    |
| ×    | 小澤幸康 | 5:34 アキレス腱固め | Gi2009 【グラップリング部門 準決勝】 | 2009年12月6日 |
| ○    | 森本猛   | 6分終了 ポイント8-0 | Gi2009 【グラップリング部門 1回戦】  | 2009年12月6日 |

### ブラジリアン柔術
- 13戦11勝2敗

### キックボクシング
| キックボクシング 戦績 | キックボクシング 戦績 | キックボクシング 戦績 | キックボクシング 戦績 | キックボクシング 戦績 | キックボクシング 戦績 | キックボクシング 戦績 |
| --------------------- | --------------------- | --------------------- | --------------------- | --------------------- | --------------------- | --------------------- |
| 1 試合                | (T)KO                 | 判定                  | その他                | 引き分け              | 無効試合              |                       |
| 0 勝                  | 0                     | 0                     | 0                     | 0                     | 0                     |                       |
| 1 敗                  | 1                     | 0                     | 0                     | 0                     | 0                     |                       |

| 勝敗 | 対戦相手         | 試合結果                  | 大会名                 | 開催年月日    |
| ×    | ヤン・カシューバ | 2R 2:11 TKO（タオル投入） | WILD KICKBOXING 〜縁〜 | 2010年1月31日 |

## 獲得タイトル
- JTC九州大会82kg級優勝 （2002年 - 2005年）
- 2008年　ブラジリアン柔術アジア選手権　青帯　ペサード級優勝　無差別級３位
- 2009年　Ｇｉグラップリング　九州トライアル優勝　全国大会３位
- 2010年　ブラジリアン柔術アジア選手権　紫帯　メイオペサード級３位
- 2011年　第12回　全日本ブラジリアン柔術選手権　紫帯　メイオペサード級準優勝
- ヒクソングレイシー杯国際柔術大会2011　茶帯　無差別級優勝
- 2012年　第13回　全日本ブラジリアン柔術選手権　アダルト茶帯ウルトラヘビー級　優勝/アダルト茶帯オープンクラス　優勝
- ヒクソングレイシー杯国際柔術大会2012　茶帯　ウルトラヘビー級優勝/無差別級　３位